# Vardanes I
Vardanes I (em latim: Vardanes; em grego: Βαρδάνης; romaniz.: Bardánēs; em parta: *Vardān) foi um rei do Império Parta de 40 a 46. Era o herdeiro aparente de seu pai Artabano II (r. 12–40), mas teve que lutar continuamente contra seu irmão Gotarzes II, um pretendente rival ao trono. O curto reinado de Vardanes terminou quando ele foi assassinado enquanto caçava por instigação de um grupo de nobres partas.

## Nome
Vardanes (Βαρδάνης, Bardánēs) ou Vardânio (em latim: Vardanius; em grego: Βαρδάνιος, Bardánios) é a forma latina do persa médio Vardã (*Wardān), que pode ter derivado do parta vard- (em iraniano antigo *vr̥da-), "rosa", ou do iraniano antigo vard-, "virar". Foi registrado em grego como Ordanes (Ὀρδάνης, Ordánēs), Ordones (Ὀρδωνης, Ordōnēs) e Uardanes (Οὐαρδάνες, Ouardánēs), em aramaico de Hatra (wrdn) e armênio como Vardã (Վարդան, Vardan) e em georgiano como Vardã (em georgiano: ვარდან), Vardan) e Vardém (ვარდენ, Varden). Durante o Império Bizantino, por vezes foi usado como sinônimo do aparentado Bardas, a helenização do armênio Varde.

## Vida
Em c. 40 a.C., o pai de Vardanes e rei parta reinante Artabano II (r. 12–40) morreu, confiando seu reino a Vardanes. No entanto, o trono foi tomado por Gotarzes II, um filho adotivo de Artabano II. Gotarzes mandou executar outro de seus irmãos, chamado Artabano, junto com sua esposa e filho, logo depois. Um alvoroço contra essa execução logo se seguiu, com um apelo sendo enviado a Vardanes, que pegou Gotarzes de surpresa e o derrotou, após viajar 375 milhas em dois dias. Vardanes foi apoiado pelos governadores das províncias partas vizinhas e rapidamente ganhou o controle sobre a maior parte do reino parta (Tácito, Anais, 11.8).
A cidade mesopotâmica de Selêucida do Tigre, que estava em rebelião desde 35, não reconheceu Vardanes, que a sitiou. No entanto, o longo cerco de Selêucia deu tempo para Gotarzes ganhar vantagem no conflito, permitindo-lhe levantar uma nova força e expulsar Vardanes, que fugiu para Báctria, na Ásia Central. Um busto contemporâneo de um rei parta foi descoberto na antiga corte dos iuechis (primeiros cuchanas) em Calchaiã, Báctria, sugerindo que isso pode representar Vardanes enquanto buscava refúgio, e possivelmente uma aliança, na corte iuechi. Ao mesmo tempo, a Armênia sofreu turbulência, quando o rei Orodes, irmão de Vardanes, foi deposto pelo imperador Cláudio (r. 41–54), que nomeou o príncipe farnavázida Mitridates em seu lugar.
Pouco antes de Vardanes e Gotarzes se enfrentarem em batalha, chegaram a um acordo depois que Gotarzes informou Vardanes de uma conspiração sendo planejada contra eles por um grupo proeminente. Sob o acordo, Vardanes deveria manter sua coroa, enquanto Gotarzes se tornou o governante da Hircânia. Em junho de 42, Vardanes forçou Selêucia a se submeter aos partos novamente após uma rebelião de sete anos. Ele reduziu significativamente a autonomia da cidade e removeu seu privilégio de cunhar suas próprias moedas. Na mesma época, o filósofo grego Apolônio de Tiana visitou a corte de Vardanes, que lhe forneceu a proteção de uma caravana enquanto ele viajava para o Reino Indo-Parto. Quando Apolônio chegou à capital da Indo-Pártia, Taxila, seu líder de caravana leu a carta oficial de Vardanes, talvez escrita em parta, para um oficial indiano que tratou Apolônio com grande hospitalidade.
Encorajado por seus recentes triunfos, Vardanes se preparou para invadir e reconquistar a Armênia, mas acabou abandonando seus planos, devido às ameaças de guerra do governador romano da Síria, Caio Víbio Marso, e ao conflito renovado com Gotarzes, que havia rescindido seu acordo. Vardanes derrotou Gotarzes no Erindes, um rio situado na fronteira da Média-Hircânia. Ele então seguiu à conquista das províncias partas restantes, chegando até Ária. Em c. 46, foi assassinado enquanto caçava por instigação de um grupo de nobres partas, que temiam que seu status pudesse ficar em perigo.